# Бабино (Вичугский район)
Бабино — деревня в Вичугском районе Ивановской области. Входит в состав Сошниковского сельского поселения.

## География
Находится в северо-восточной части Ивановской области на расстоянии приблизительно 9 км на север-северо-восток по прямой от районного центра города Вичуга.

## История
В 1872 году здесь (тогда Кинешемский уезд Костромской губернии) было учтено 10 дворов, в 1907 году — 39.

## Население
Постоянное население составляло 63 человека (1872 год), 211 (1897), 259 (1907), 12 в 2002 году (русские 100 %), 4 в 2010.